# 제3대 포틀랜드 공작 윌리엄 캐번디시벤팅크
제3대 포틀랜드 공작 윌리엄 헨리 캐번디시벤팅크(William Henry Cavendish Cavendish-Bentinck, 3rd Duke of Portland, KG, PC, FRS, 1738년 4월 14일 ~ 1809년 10월 30일)는 조지 시대 말기의 정치인다. 그는 1792년부터 1809년까지 옥스퍼드 대학교 총장을 지냈고, 그동안 그레이트브리튼 왕국 총리(1783년), 영국 총리(1807~09년)를 두 차례 역임하였다. 그가 총리로서 두 임기 사이의 24년은 어떤 영국 총리보다도 가장 긴 임기 격차다.
포틀랜드는 1762년 이전에 티치필드 후작(Marquess of Titchfield)으로 알려져 있었고 영국 귀족 오등작위를 모두 가지고 있었다. 그는 엘리자베스 2세의 외조모 스트래스모어와 킹호른 백작부인 세실리아 보우스라이언의 증조부이기도 하다.